# Serra da Canda (município)
Serra da Canda, também grafada como Kanda, é uma cidade e município angolano que se localiza na província do Zaire.
Anteriormente uma vila-comuna do município da Cuimba, em 5 de setembro de 2024 foi elevada a condição de cidade e município da província do Zaire.
O município é constituído apenas pela comuna-sede.
Seu nome faz referência à Serra da Canda.